# 3134 Kostinsky
3134 Kostinsky (A921 VA) là một tiểu hành tinh nằm phía ngoài của vành đai chính được phát hiện ngày 5 tháng 11 năm 1921 bởi S. Belyavskij ở Simeis.